# 圣若昂-达乌蒂加
圣若昂-达乌蒂加是巴西南大河州的一个市镇。总面积171.177平方公里，总人口4946人，人口密度28.9人/平方公里。